# باقر شاهرودی
محمد باقر شاهرودی (۱۲۶۵ در قزوین – ۱۳۴۹) بازرگان و روزنامه‌نگار، وزیر کشاورزی، سناتور و نماینده مجلس شورای ملی بود. او پدر هنرمند معاصر منیر شاهرودی فرمانفرماییان بود.

## زندگی
پدرش، محمّدحسین شاهرودی، از تجار قزوین بود. خودش نیز پیشه پدر را در پیش گرفت و در قزوین مغازه پارچه فروشی دائر کرد. حدود دو یا سه هکتار زمین هم در اطراف قزوین داشت که در آن کشاورزی می‌کرد. از جوانی به رفت‌وآمد در محافل سیاسی پرداخت و مخصوصاً هنگامی که آتریاد قزوین به فرماندهی میرپنج رضاخان (رضاشاه بعدی) در آق‌بابا استقرار داشت، با بعضی از افسران قزاق دوستی پیدا کرد.
باقر شاهرودی از سال ۱۳۰۰ به بعد با جراید قزوین همکاری می‌کرد. وقتی شیخ یحیی واعظ روزنامه نصیحت را در قزوین انتشار داد، شاهرودی نویسنده و سردبیر روزنامه بود. کم‌کم در قزوین موقعیتی یافت و جزء معاریف شد. در سال ۱۳۱۱ به نمایندگی قزوین به مجلس شورای ملی رفت (دوره نهم) و کرسی خود را تا دوره سیزدهم حفظ کرد. پس از آن دیگر به مجلس نرفت تا اینکه در ۱۵ بهمن سال ۱۳۲۶ حکیم‌الملک او را به عنوان وزیر کشاورزی کابینه خود به مجلس معرفی کرد و چهار ماه وزیر کشاورزی بود.
در انتخابات دوره چهارم مجلس سنا (سال ۱۳۴۰) شاهرودی با کمک حسین علاء که با وی قرابت سببی پیدا کرده بود، سناتور شد. در دوران سناتوری در اثر تصادف مدتی بستری و خانه‌نشین بود.